# Nuťák
Nuťák je název pro ostré kamenické dláto.
Toto dláto obvykle bývá dlouhé, tenké a ostré. Ostří dláta je ploché, ale zalomené do písmene „V“, takže uprostřed ostří je špička.

Je určeno k zavrtání čistého bodu do určené polohy. 
Pracuje se s ním v měkkém kameni při tečkování pomocí tečkovacího strojku. Způsob použití je podobný jako při kvedlání pomocí kvedlačky nebo u rozdělávání ohně pomocí dřívka.